# 徐邦瑞
徐邦瑞（1528年—1589年），别號少軒，濠州鍾離永豐鄉（今安徽鳳陽東北）人，明朝軍事將領、魏國公。
徐鵬舉死後，隆慶六年四月，其子徐邦瑞承魏國公。萬曆二年，擔任南京中軍都督府僉事，萬曆十七年去世。子徐維志繼承爵位。